# Тамбре
Тамбре (итал. Tambre) — коммуна в Италии, располагается в провинции Беллуно области Венеция.
Население составляет 1521 человек, плотность населения составляет 34 чел./км². Занимает площадь 45 км². Почтовый индекс — 32010. Телефонный код — 0437.
Покровителем населённого пункта считаются священномученики Гермагор и Фортунат. Праздник ежегодно празднуется 12 июля.